# Rhododendron rarum
Rhododendron rarum är en ljungväxtart som beskrevs av Schlechter. Rhododendron rarum ingår i släktet rododendron, och familjen ljungväxter. Inga underarter finns listade i Catalogue of Life.